# Émile Augier
Émile Augier właśc. Guillaume Victor Émile Augier (ur. 17 września 1820 w Valence, zm. 25 października 1889 w Croissy-sur-Seine) – francuski dramaturg, członek Akademii Francuskiej.

## Życiorys
Urodził się 17 września 1820 roku w Valence. Odebrał solidne wykształcenie, ukończył studia i został przyjęty do palestry. W 1844 roku napisał swoją pierwszą sztukę La Ciguë, która jednak nie została wystawiona w Comédie-Française. Od tamtej pory regularnie pisał sztuki samodzielnie lub we współpracy ze swymi przyjaciółmi m.in. Eugène’m Labiche’m i Jules’em Sandeau. W marcu 1857 roku został wybrany członkiem Akademii Francuskiej. W 1879 roku przestał pisać sztuki, obawiając się stworzenia dzieła gorszej jakości od poprzednich. Zmarł 25 października 1889 roku w Croissy-sur-Seine.

## Dzieła
Lista sztuk:
- La Ciguë (1844)
- L’Aventurière (1848)
- Gabrielle (1849)
- Philiberte (1853)
- Mariage d’Olympe (1855)
- Lionnes pauvres (1858)
- Les Effrontés (1861)
- Le Fils de Giboyer (1862)
- Le Baron d’Estrigaud (1866)
- Lions et renards (1869)
- Madame Caverlet (1876)
- Les Fourchambault (1879)